# Inès Reg
Pour les articles homonymes, voir REG.
Inès Reg, de son vrai nom Inès Reghioua, est une humoriste de stand-up française, née le 20 juillet 1992 dans le 11e arrondissement de Paris.

## Biographie

### Famille
Inès Reg, de son vrai nom Reghioua, naît en 1992 dans le 11e arrondissement de Paris. Son père est directeur d'une entreprise de vente de pâtes et sa mère responsable dans un magasin de décoration. Elle a une sœur aînée.

### Études et formation
Elle fait ses études au collège Olivier de Serres à Viry-Châtillon puis au lycée Jean-Baptiste-Corot de Savigny-sur-Orge. Elle passe une année au cours Florent. Elle se sent moins bonne en tragédie qu'en comédie. Elle indique par ailleurs, lors d'un passage dans l'émission Quotidien, n'être passée que de manière sporadique « en scooter » devant le cours Florent.

### Années 2010
En 2013, elle débute au Jamel Comedy Club où elle fait ses premiers sketches, et y participe jusqu'en 2016[réf. nécessaire].
En 2019, Jamel Debbouze lui propose de faire une première apparition à la télévision au Marrakech du rire. 
En août 2019, une vidéo d'elle devient très populaire sur les réseaux sociaux. Une de ses phrases : « C'est quand que tu vas mettre des paillettes dans ma vie, Kevin ? » provoque un buzz sur les réseaux sociaux durant quelques semaines,,. Le 10 septembre 2019, elle est invitée dans l'émission Clique de Canal +. Peu après, elle est invitée de l'émission Quotidien. En septembre 2019, son avocat Benjamin Montels dépose la marque « Des paillettes dans ma vie » auprès de l'Institut national de la propriété industrielle. En effet, des commercialisations de produits dérivés sans autorisation avaient déjà commencé.

### Années 2020
En 2020, Inès Reg intègre la troupe des Enfoirés. 
Après avoir tourné une première fois ensemble, en 2020, pour le clip Ninja de Soprano elle et son mari tournent dans leur premier film en 2021 (Je te veux, moi non plus).
En 2020, Inès Reg joue son premier spectacle intitulé Hors normes.
En décembre 2021, elle est invitée dans l'émission La France a un incroyable talent sur M6.
En 2022, Inès Reg gagne la seizième saison du jeu de M6 Pékin Express avec sa sœur Anaïs.
Le 11 décembre 2021, sur TF1, Inès Reg fait partie du jury de l'élection de Miss France 2022 qui voit le sacre de Diane Leyre. Deux ans plus tard toutes les deux font partie des 12 candidats de la treizième saison de Danse avec les stars sur la même chaîne à partir du 16 février 2024. Inès Reg a Christophe Licata comme partenaire de danse.
À la suite d'un conflit lors des enregistrements de la cinquième semaine de compétition de Danse avec les stars, Inès Reg est accusée d'avoir proféré des menaces de mort à son encontre, par la chanteuse Natasha St-Pier, également candidate.

### Vie privée
Inès Reg épouse en 2018 le comédien Kévin Debonne. Le 21 janvier 2024, elle annonce leur divorce sur les réseaux sociaux.

## Filmographie

### Cinéma
- 2021 : Je te veux, moi non plus de Rodolphe Lauga : Nina
- 2024 : Chien et Chat de Reem Kherici : voix de Diva (personnage)
- 2024 : Les Infaillibles de Frédéric Forestier : Alia Samani

### Série télévisée
- 2018 : Access (avec Ahmed Sylla)[réf. nécessaire]

### Téléfilm
- 2023 : Un gars, une fille (au pluriel) sur TF1 : une fille

### Clips
- 2020 : Ninja de Soprano
- 2020 : Et demain ? de Et demain ? Le collectif
- 2021 : Ballade à deux de Tunisiano

## Émissions télévisées
- 2020, 2021 et 2023 : Les Enfoirés sur TF1
- 2021 : LOL : qui rit, sort ! sur Amazon Prime : participation
- 2021 : La France a un incroyable talent sur M6 : juge invitée
- 2021 : Miss France 2022 sur TF1 : jurée
- 2022 : Pékin Express : Duos de choc sur M6 : gagnante
- 2022 : Mask Singer (saison 4) sur TF1 : enquêtrice invitée sous le masque de la tigresse
- 2024 : Danse avec les stars (saison 13) sur TF1 : candidate
- 2024 : Mask Singer (saison 6) sur TF1 : enquêtrice
- 2024 :  Nos terres inconnues sur France 3 : participante

## Spectacles

### D'Inès Reg
- 2020-2023 : Hors normes
- 2024-2025 : Comique

### Participante
- 2013-2016 : Jamel Comedy Club
- 2019 : Le Marrakech du rire
- 2020 : Le Pari(s) des Enfoirés
- 2021 : Les Enfoirés à côté de vous
- 2023 : Enfoirés un jour, toujours